# Santino Pellegrino
Santino Pellegrino (Montréal, 9 febbraio 1965) è un allenatore di hockey su ghiaccio ed ex hockeista su ghiaccio canadese naturalizzato italiano, di ruolo centro.
Inizia la carriera in Canada, ma in seguito gioca in Italia, nell'Asiago e nei Devils Milano.
Nel 1992 partecipa alle Olimpiadi invernali di Albertville nelle file della nazionale italiana.
La carriera di allenatore si svolge in Svizzera, dove inizia come giocatore-allenatore nelle file del H.C. Lucerna e guida per un breve periodo nel 2009 l'HC Yverdon les Baines, in Francia, dove ha a lungo allenato l'Epinal, e in varie leghe giovanili canadesi.
Nel luglio 2021 avrebbe dovuto fare ritorno in Italia come allenatore delle giovanili del Pergine, ma dovette rinunciare al suo incarico poco più di un mese dopo l'annuncio, per motivi personali, sostituito dal finlandese Mirko Friman.